# Vaxholms garnison
Vaxholms garnison var en garnison inom svenska Försvarsmakten som verkade i olika former fram till 2005. Garnisonen var sedan 1994 koncentrerad till Rindö.

## Historik
Garnisonen har sträckt sig över flera tätorter inom Vaxholms kommun. Historiskt inkluderar den även delar av andra kommuner, som till exempel Fredriksborgs fästning i Värmdö kommun. Dock har Oskar-Fredriksborg på Rindö utgjort förläggningsmässigt den största delen av garnisonen. Marken i Vaxholm ägdes sedan 1500-talet av Kronan, det vill säga staten, vilken upplät tomter på 30 år. År 1930 fick staden överta tomträtten. Fram till 1912 var även stenhus förbjudna och hus fick endast byggas i trä, eftersom i händelse av en belägring skulle alla byggnader snabbt kunna brännas ned. De etablissement som uppfördes i början av 1900-talet ritades av Erik Josephson. År 2005 lämnade det sista förbandet garnisonen, vilket samtidigt medförde att garnisonen avvecklades och de sista större militära byggnaderna avyttrades från Fortifikationsverket och övergick till kommunal eller privat ägo.

## Fästningar

### Vaxholms fästning

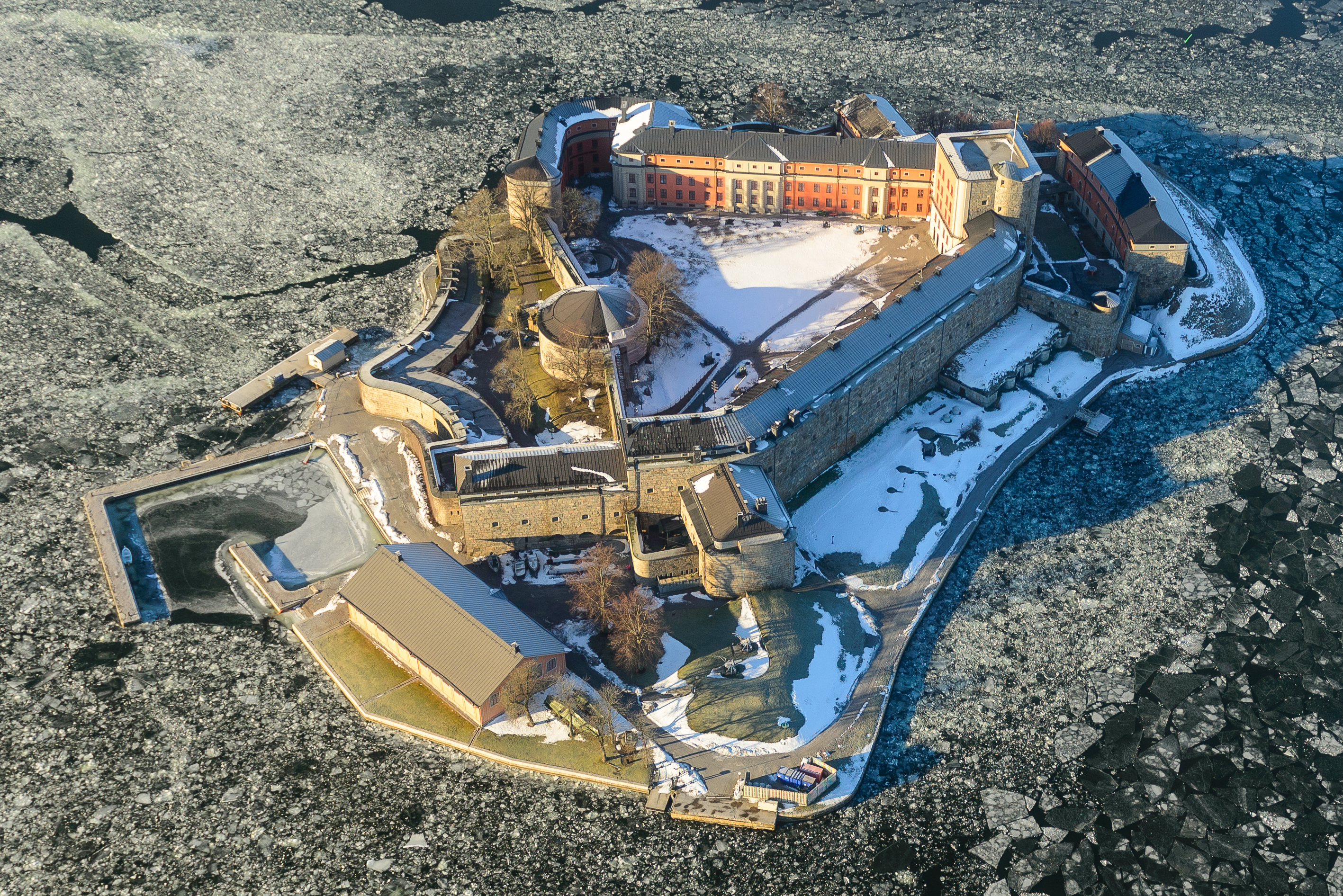
Vaxholms fästning

Vaxholms fästning eller Vaxholms kastell är en numera uttjänt befästning som upptar ön Vaxholmen i sundet mellan staden Vaxholm och Rindö i Stockholms skärgård. Det första fästningsverket på Vaxholmen anlades 1510 av riksföreståndaren Svante Nilsson (Sture). År 1548 byggdes ett enkelt blockhus i trä som under Johan III:s tid ersattes med ett runt stentorn, det så kallade Vasatornet. 1604 tillkom ytterligare förstärkningar och 1612 förstärktes "Vaxholms hus" med vallar och en del andra försvarsverk runt tornet. Under de två följande seklen påbörjades ett antal förstärkningar och utbyggnader varav många aldrig slutfördes. År 1833 påbörjades en total ombyggnad som kom att ge fästningen dess nuvarande utseende. Denna ombyggnad var helt genomförd 1863 men under tiden hade de tekniska landvinningarna inom artilleriet gjort fästningen föråldrad, 1872 gjordes ett prov där pansarbåten Hildur med sina moderna kanoner sköt igenom en av murarna. Vaxholms fästning tappade därefter gradvis sin militärstrategiska betydelse. Fästningen användes under 1700- och 1800-talen som fängelse. Några av de inlåsta var "stortjuven" Jacob Guntlack och generalen Georg Carl von Döbeln.

### Rindö redutt

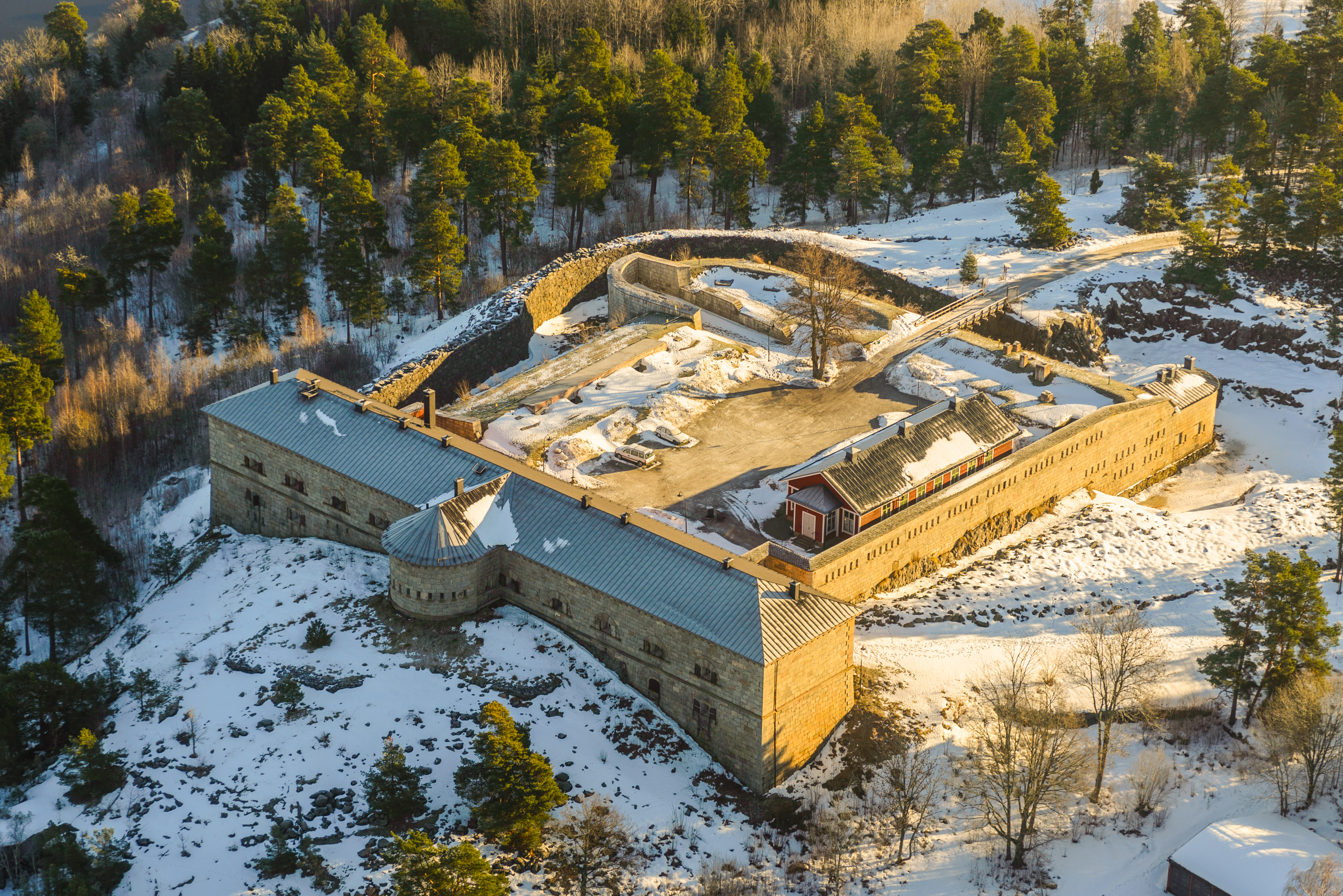
Rindö redutt i februari 2013.

Rindö redutt (byggd 1858–1863) är ännu en del av fortifikationen för att bemöta anfall mot Vaxholms kastell. Den kunde genom sin höga placering på udden behärska sektorn i norr och nordost och skydda kastellet med kanoneld. Till Rindö redutt hörde även 12:e batteriet från 1870-talet. Sedan 1935 är Rindö redutt klassad som byggnadsminne och förvaltas av Statens fastighetsverk.

### Oskar-Fredriksborg

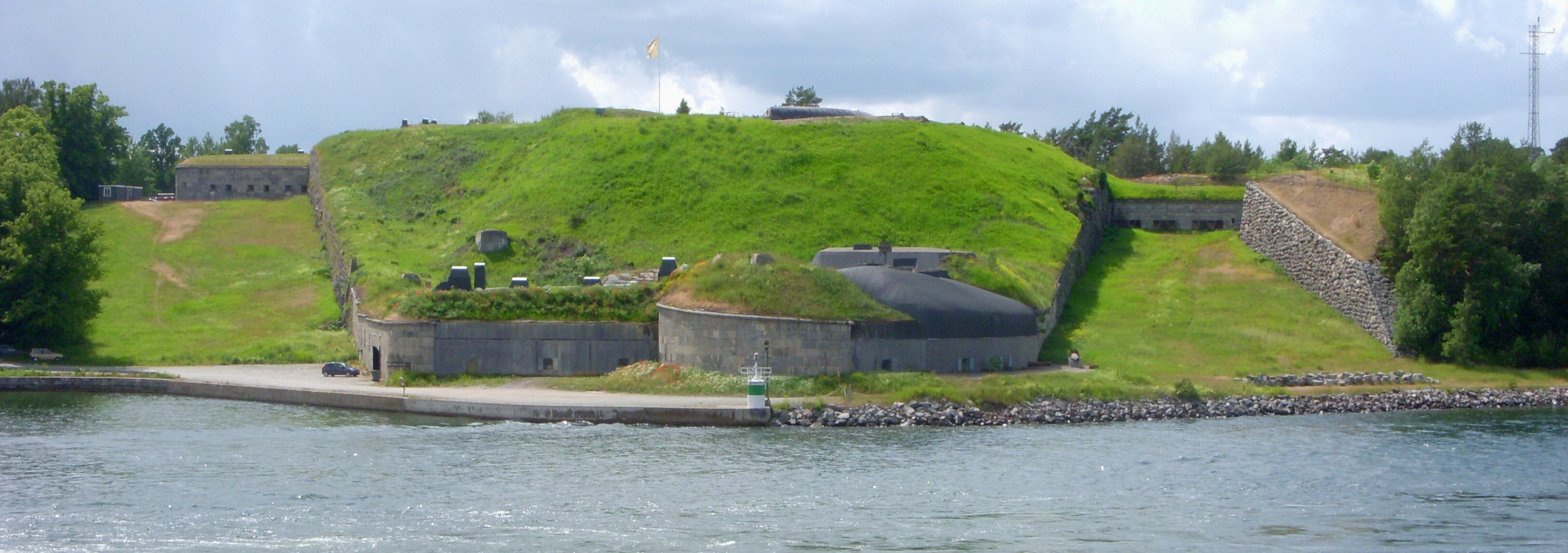
Oskar-Fredriksborg

Oskar-Fredriksborg är en historisk befästningsanläggning på östra Rindö i Vaxholms kommun vid inloppet till Stockholm som uppfördes åren 1870–1877. Befästningen är ett byggnadsminne sedan 2002. Befästningen gav namn åt den intilliggande tätorten Oskar-Fredriksborg, som från tätortsavgränsningen 2015 heter Rindö. Mittemot, på östra sida om Oxdjupet ligger Fredriksborgs fästning från 1735. I slutet 1890-talet förstärktes inloppsförsvaret i de båda farlederna genom delvis bepansrade tändstationer och minspärrar. På Rindös norra sida sprängdes det nya moderna Byviksfortet in i berget, bestyckat med fyra 12 centimeters och tre 57 mm kanoner i pansartorn. Som skydd mot angrepp från Värmdö byggdes 1899–1903 Värmdölinjen med flera fort och batteriplatser. Vid denna tid bestod Vaxholms fästnings försvarsområde av land- och vattenområden från sunden väster om Resarö till norra Värmdö. Totalt ingick 37 batterier, rörligt artilleri, mineringar, infanteri samt en reserv av rörliga förband med bland annat ingenjörstrupp och ballongavdelning.

### Fredriksborgs fästning

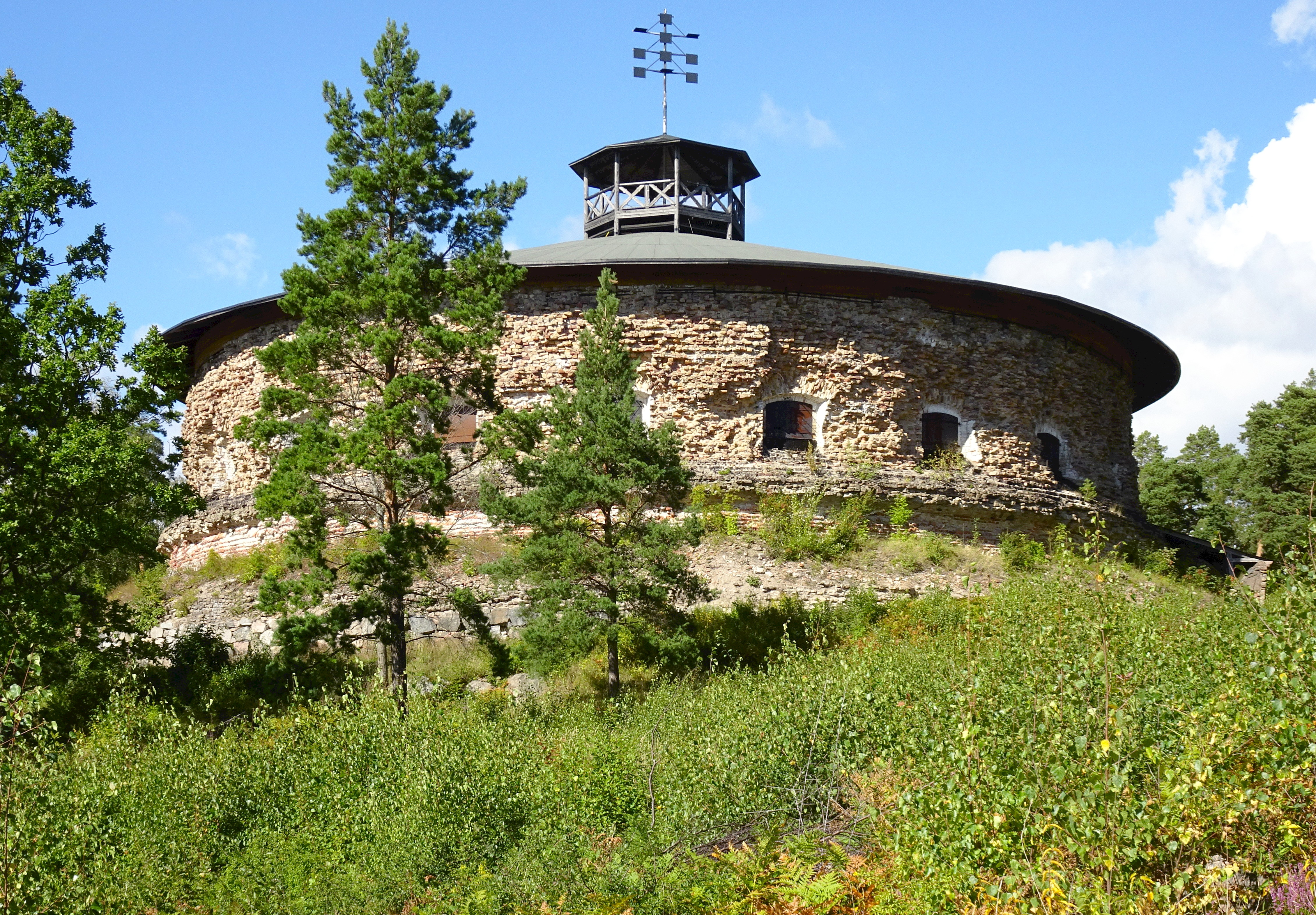
Fredriksborgs fästning, sida mot Oxdjupet, augusti 2016.

Fredriksborgs fästning är en befästningsanläggning i Värmdö kommun vid Oxdjupet, inloppet till Stockholm. Fästningen bestod av torn, strandverk och kringbyggnader. Anläggningen ingick i försvaret som byggdes upp i Stockholms skärgård för att skydda Stockholm efter rysshärjningarna utmed ostkusten 1719. Befästningarna, som blev färdiga redan 1735, kallades Fredriksborgs fästning efter kung Fredrik I och ansågs då vara en av Europas modernaste i sitt slag. Under 1800-talet förföll Fredriksborg och fästningen ersattes av Vaxholms kastell. Mittemot Fredriksborgs fästning uppfördes under åren 1870–1877 Oskar-Fredriksborg. Byggnaderna för Fredriksborgs fästning förvaltas av Statens fastighetsverk och är sedan 1935 ett skyddat byggnadsminne.

## Kasernetablissement

### Västra Oskar-Fredriksborgs kaserner

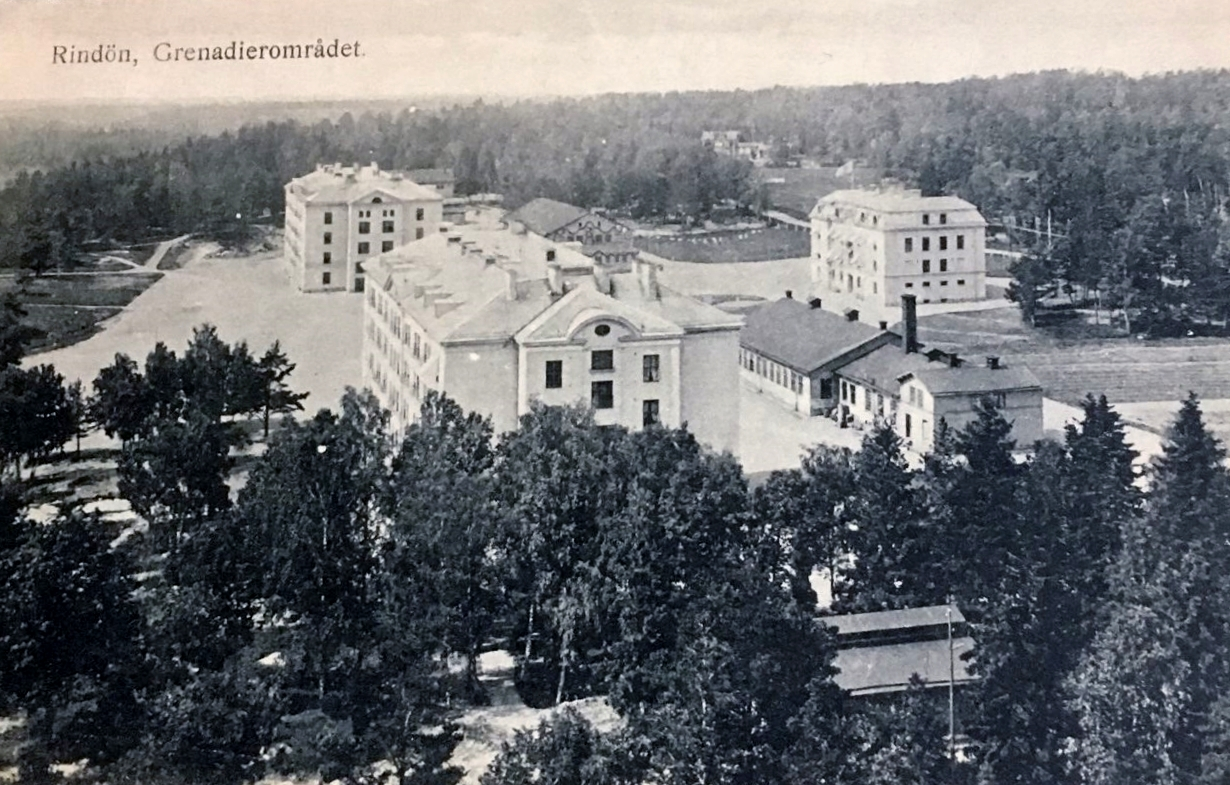
Flygvy över västra Oskar-Fredriksborgs kaserner.

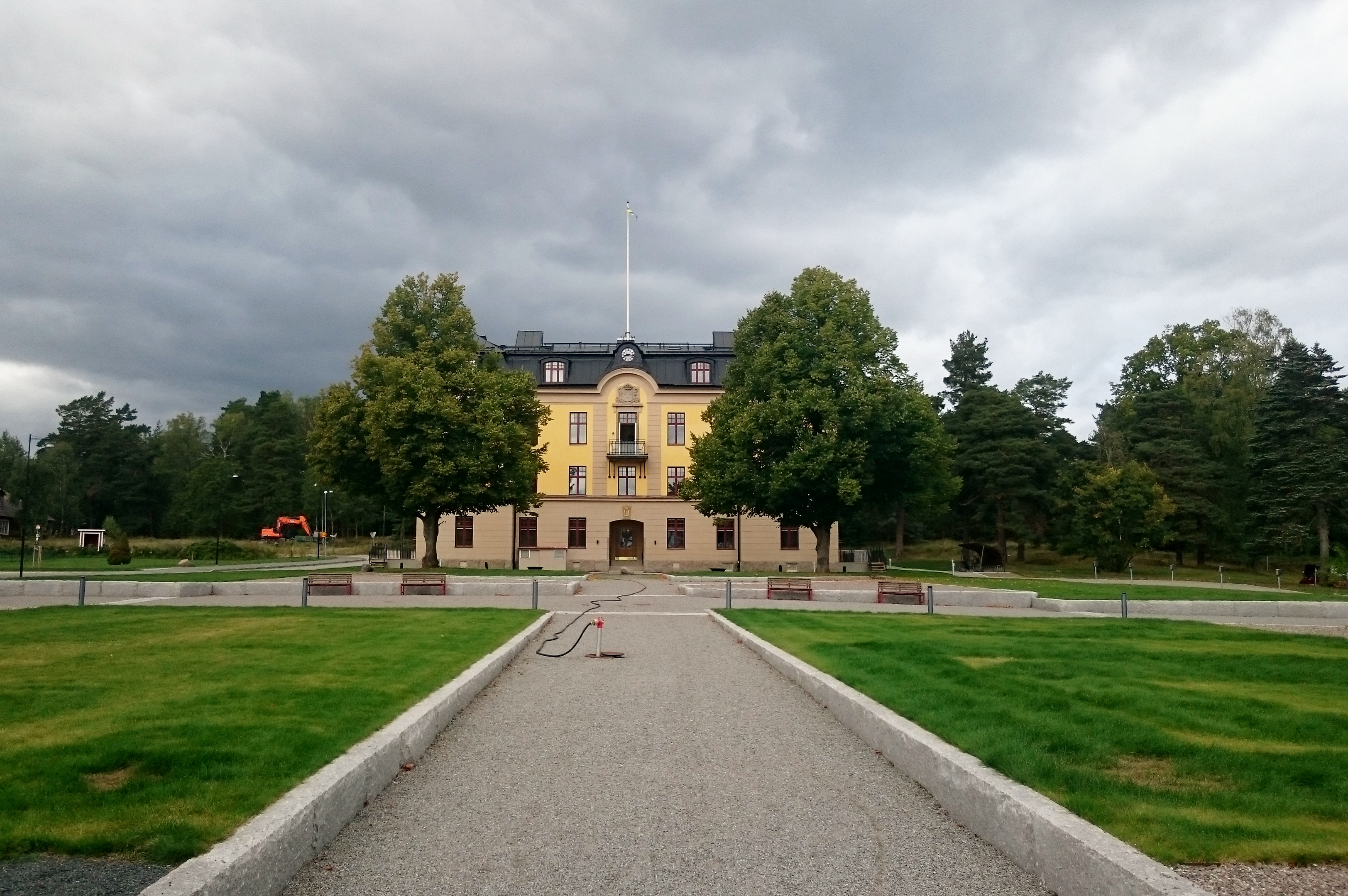
Kanslihuset vid västra Oskar-Fredriksborgs kaserner.

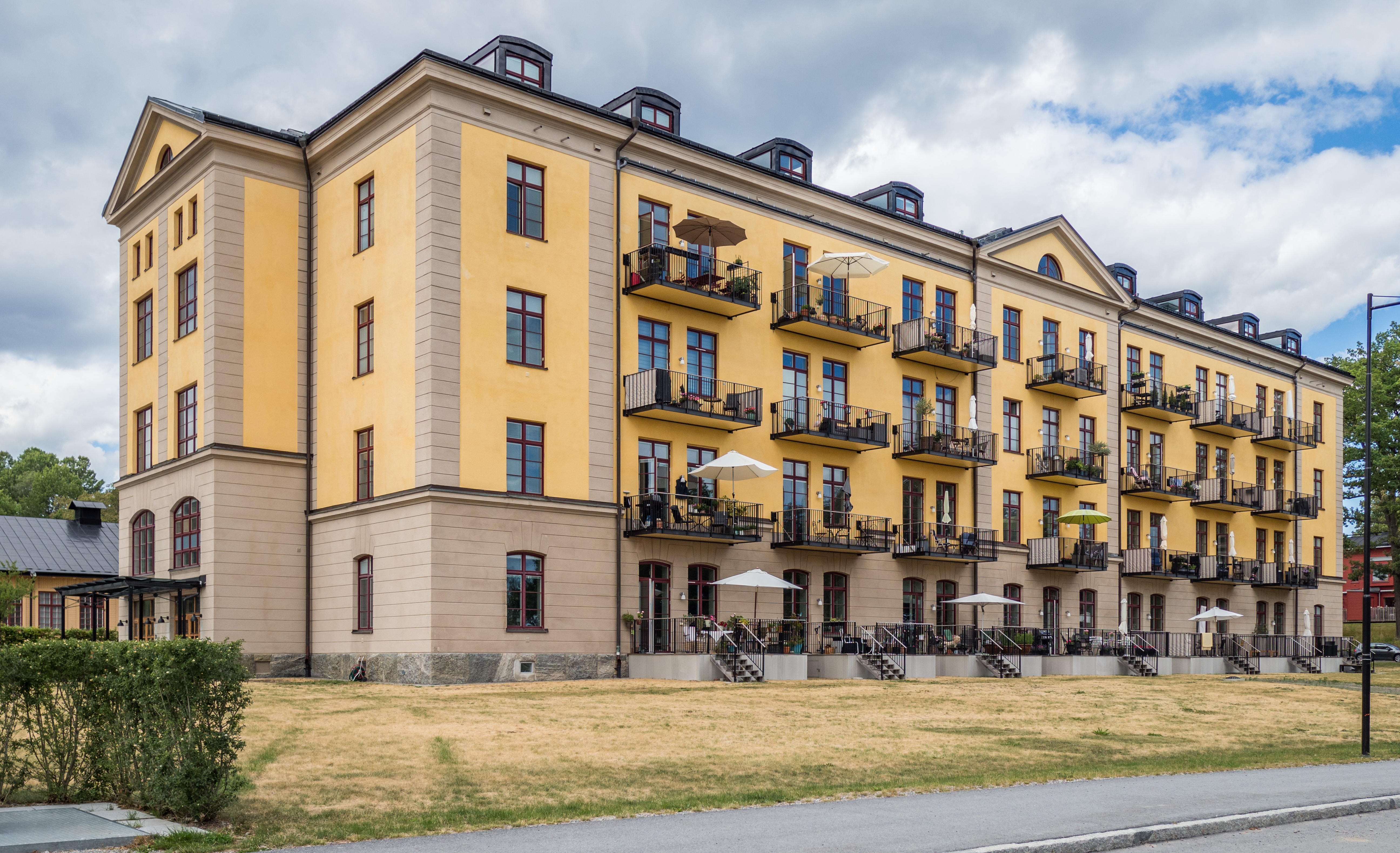
Kasern vid västra Oskar-Fredriksborgs kaserner.

År 1906 uppfördes ett kasernområde vid västra Oskar-Fredriksborg på Rindö. Etablissementet uppfördes efter 1901 års härordnings byggnadsprogram för infanteriet, ritat av Erik Josephson. Två kaserner och ett kanslihus uppfördes, vilka dock fick ett avvikande utseende mot typritningarna. Det då de uppfördes av fortifikatoriska skäl i tre våningar mot de fyra våningarna som fanns på ritningarna. Den 1 september 1906 förlades Vaxholms grenadjärregemente till kasernerna, dock stod inte regementsbebyggelsen klar förrän 1907. Den 31 december 1927 upplöstes och avvecklades Vaxholms grenadjärregemente. Den 1 januari 1928 övertogs kasernerna av Göta livgardes fästningsbataljon (I 2V). Fästningsbataljonen utgjorde 1. bataljonen inom Göta livgarde och bestod av fästningsinfanteriet ur det tidigare Vaxholms grenadjärregemente. Genom försvarsbeslutet 1936 beslutades att Göta livgarde skulle upplöses och avvecklas. Fästningsbataljonen i Vaxholm avvecklades i sin helhet den 30 september 1939. Åren 1939–1941 stod kasernområdet tomt. År 1941 övertogs kasernerna av Vaxholms kustartilleriregemente. Vaxholms kustartilleriregemente kom därmed att utöka sitt kasernområde då de även kvarstod på sitt ursprungliga område i Östra Oskar-Fredriksborg. Den 2 oktober 2005 flyttades regementet, då benämnt Amfibieregementet, till Berga i Västerhaninge. Kasernområdet har sedan genom Vasallen omvandlats till ett bostadsområde.

### Östra Oskar-Fredriksborgs kaserner

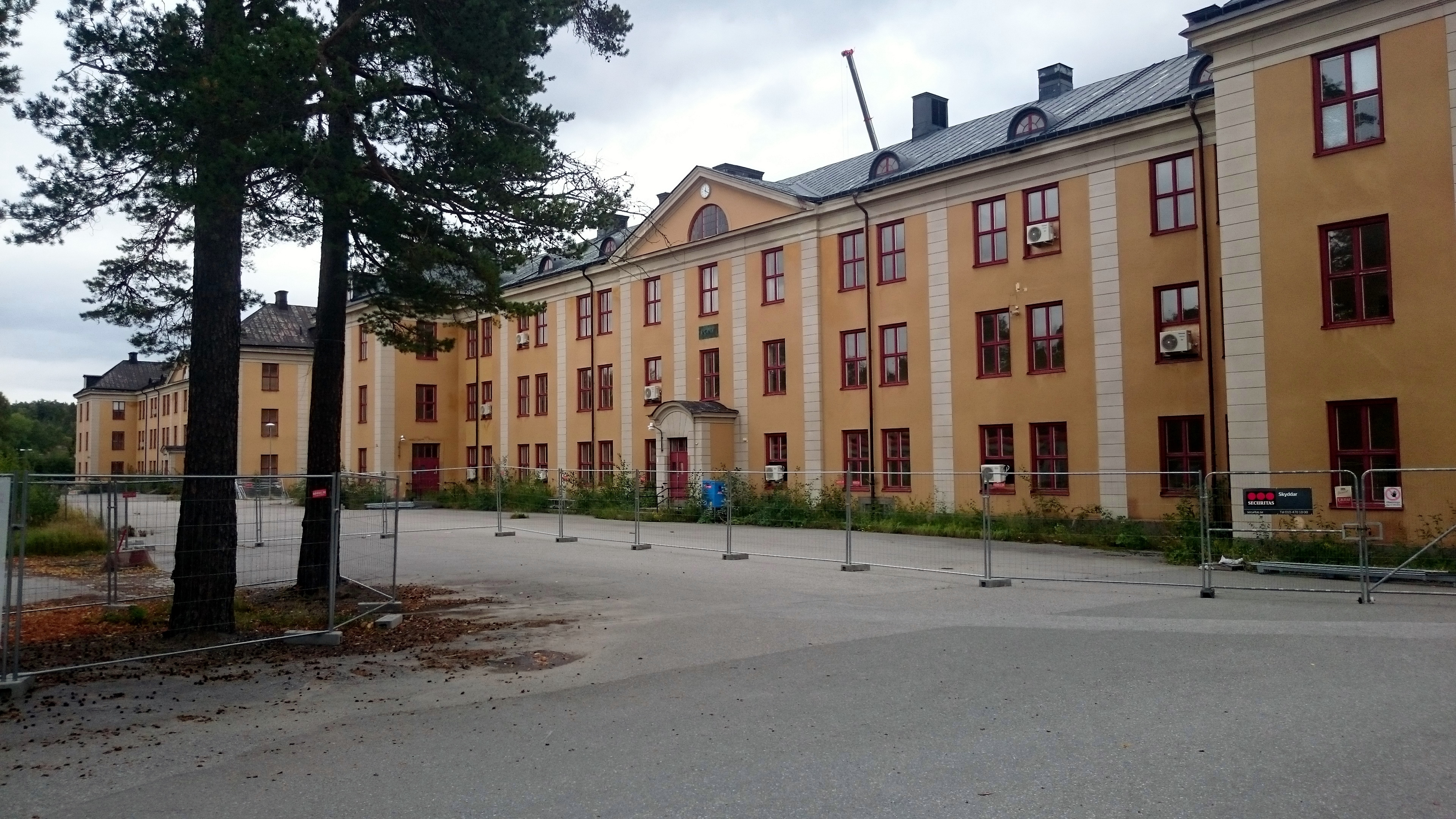
Östra Oskar-Fredriksborgs kaserner.

År 1906 uppfördes ett kasernområde vid östra Oskar-Fredriksborg på Rindö. Etablissementet uppfördes efter 1901 års härordnings byggnadsprogram efter Fortifikationens typritningar för infanteriet, ritat av Erik Josephson. Kasernerna som var två till antalet saknar dock det klassiska kanslihuset, som i regel placerades mellan två kaserner. Vidare fick de ett avvikande utseende mot typritningarna, eftersom de uppfördes av fortifikatoriska skäl i tre våningar mot de fyra våningarna som fanns på ritningarna. I anslutning till kasernerna uppfördes även två byggnader som officersbostäder. År 1906 förlades Vaxholms kustartilleriregemente till det nya kasernområdet. År 1941 sammanslogs kasernområdet med den västra delen, då Vaxholms kustartilleriregemente även förlades på det kasernområde som ursprungligen uppförts till Vaxholms grenadjärregemente. Den 2 oktober 2005 flyttades regementet, då benämnt Amfibieregementet, till Berga i Västerhaninge. Kasernområdet har sedan genom Vasallen omvandlats till ett bostadsområde. 

### Vaxholm

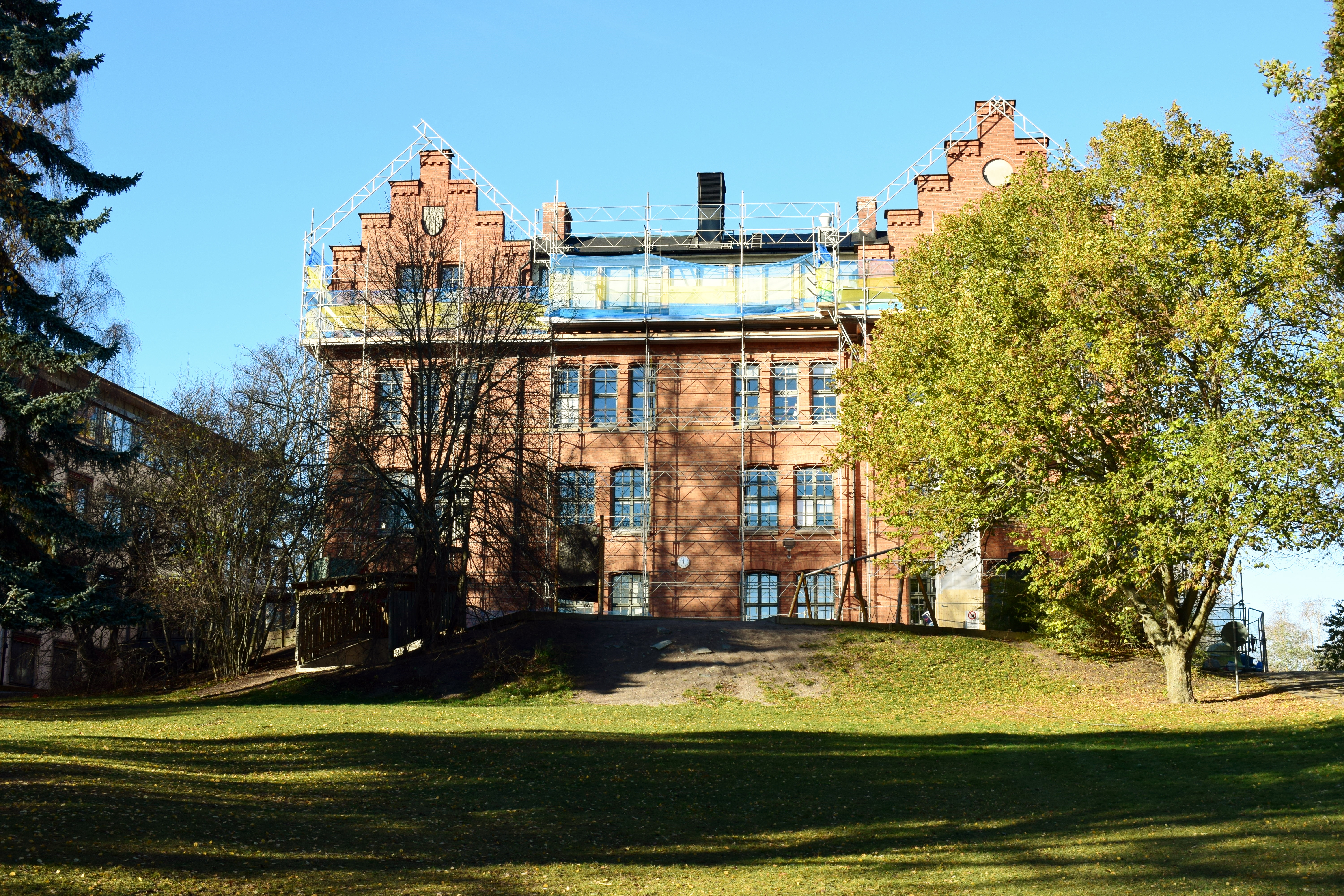
Ingenjörkasernen i Vaxholm (2018).

I början av 1900-talet uppfördes en kasern till ingenjörkåren på Kungsgatan (nuvarande adress Johannesbergsvägen) i Vaxholm. Ingenjörkasernen som uppfördes enligt 1901 års härordnings byggnadsprogram, ritades av Erik Josephson och stod färdig att tas i bruk 1908. Ingenjörkasernen uppfördes i tre våningar och ett vindsplan, med tegelfasad och trappstegsgavlar vilka hade sköldformade fält som utsmyckning. Utöver kasernbyggnaden uppfördes inom kasernområdet även ett exercishus, badhus, verkstad, förrådsbyggnader samt en ångbåtsbrygga. I Karlskrona finns en likadan kasern uppför till Göta ingenjörkårs fästningskompani.
Den 10 oktober 1908 förlades ett fästningsingenjörkompani ur Svea ingenjörkår till kasernen. Kompaniet hade fram till dess varit förlagt i ett barackläger i Vretaviken. Genom försvarsbeslutet 1936 beslutades att kompaniet skulle upplösas. Den 30 september 1939 upplöstes kompaniet. Kasernområdet fick ingen ny hyresgäst, utan stod tomt fram till september 1939. Då internerades 180 polacker i ingenjörkasernen, sedan tre polska ubåtar med besättning flytt till Sverige. I mitten av april 1940 bröts interneringslägret upp och ingenjörkasernen stod åter tom. Från den 4 december 1944 förlades staben för Stockholms kustartilleriförsvar till ingenjörkasernen. Staben med dess förbandsledning kom sedan att verka på platsen fram till den 30 juni 1990. Den 1 juli 1990 sammanslogs Stockholms kustartilleriförsvar med Ostkustens örlogsbas och tillsammans bildade Ostkustens marinkommando. Sektion 1 (personalsektionen) ur Stockholms kustartilleriförsvar omlokaliserades omgående till Muskö, medan andra enheter skulle omlokaliseras till Rindö. Dock krävde det nybyggnationer, varför dessa enheter kvarstod i Vaxholm fram till 1994. Åren 1994–2004 ägdes området med ingenjörkasernen av försäkringsbolaget DIAL. Åren 2004–2005 blev kasernen återigen känd genom den så kallade Vaxholmskonflikten. Kasernen är sedan dess ombyggd till Söderfjärdsskolan.

### Saxarfjärdsbasen
Saxarfjärdsbasen (SaxB) var en operationsbas inom flottan på Rindö Västra. Basen utgjorde en resurs för sjöstridskrafterna gällande underhållstjänst, men även försvar av fartyg inom basområdet. Saxarfjärdsbasen har utgjort bas- och stabsplats för bland annat Första eskadern och Andra eskadern. Efter att Saxarfjärdsbasen utgick ur freds- och krigsorganisationen utgör den dels ett färjeläge som en del av Vaxholmsleden, och dels en civil marina och företagsbyn Rindö marine.

## Minnesstenar
| Bild | Minnessten                                                 | Koordinater                                     | Kort beskrivning |
| ---- | ---------------------------------------------------------- | ----------------------------------------------- | --- |
|      | Svea ingenjörkår, Stockholms kustartilleriförsvar          | 59°24′05″N 18°19′59″Ö / 59.401504°N 18.333156°Ö | Minnesskylt över Svea ingenjörkår. Byggnaden uppfördes 1907 som kasern för 5. kompaniet ur Svea ingenjörkår (Ing 1) som fanns i Vaxholm åren 1908–1937. Under perioden september 1939–april 1940 användes fastigheten som interneringsläger för tre polska ubåtsbesättningar. Från den 4 december 1944 till den 30 juni 1994 användes fastigheten av staben för Vaxholms försvarsområde/Stockholms kustartilleriförsvar. År 1994 övertogs fastigheten av försäkringsbolaget DIAL. |
|      | Svea ingenjörkår                                           | 59°24′07″N 18°19′56″Ö / 59.401818°N 18.332341°Ö | Minnessten över 5. kompaniets, ur Svea ingenjörregemente, detachement i Vaxholm. |
|      | Vaxholms kustartilleriregemente, Vaxholms amfibieregemente | 59°23′36″N 18°26′01″Ö / 59.393214°N 18.433612°Ö | Minnessten vid kasernerna på Rindö för Vaxholms kustartilleriregemente (1941–2000), Vaxholms amfibieregemente (2000–2005). |
|      | Vaxholms kustartilleriregemente                            | 59°23′36″N 18°26′01″Ö / 59.393214°N 18.433612°Ö | Minnessten på Rindö för beredskapstiden 1939–1945. Stenen är rest 1945 av Vaxholms kustartilleriregemente. Inskrift på stenen: Vaxholms kustartilleriregemente 1945 till heder af sina män i beredskap. |
|      | Göta livgardes fästningsbataljon                           | 59°23′36″N 18°26′01″Ö / 59.393214°N 18.433612°Ö | Minnessten vid kasernerna på Rindö för Göta livgardes fästningsbataljon (1928–1939). |
|      | Vaxholms grenadjärregemente                                | 59°23′36″N 18°26′01″Ö / 59.393214°N 18.433612°Ö | Minnessten vid kasernerna på Rindö för Vaxholms grenadjärregemente (1906–1927). |
|      | Kustartilleriet (Sverige)                                  | 59°23′34″N 18°26′09″Ö / 59.392797°N 18.435951°Ö | Minnessten över kustartilleriets 100-årsjubileum. Stenen är skänkt och rest av Sällskapet Kustjägarveteranerna. |

## Galleri

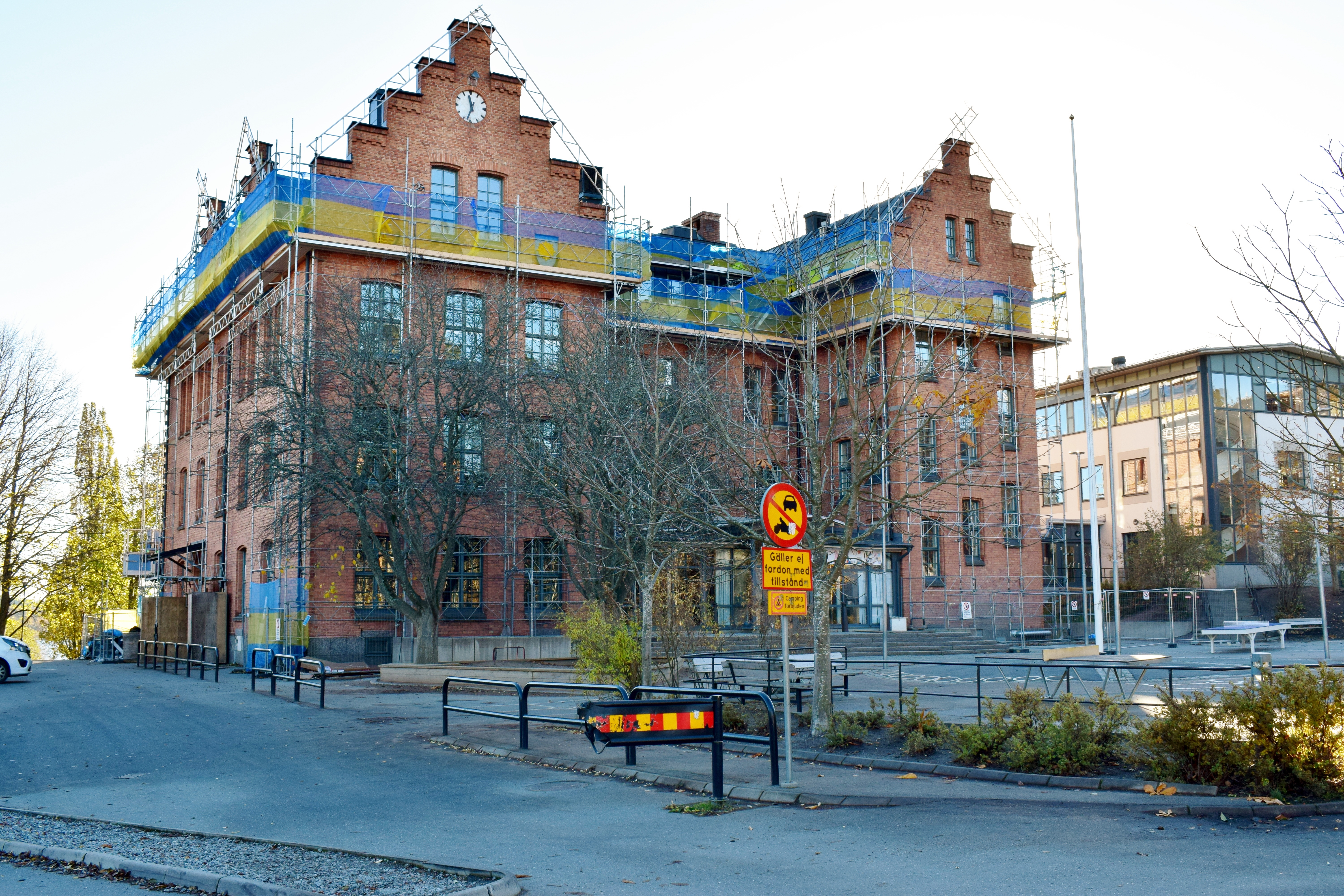
Ingenjörkasernen i Vaxholm (2018).
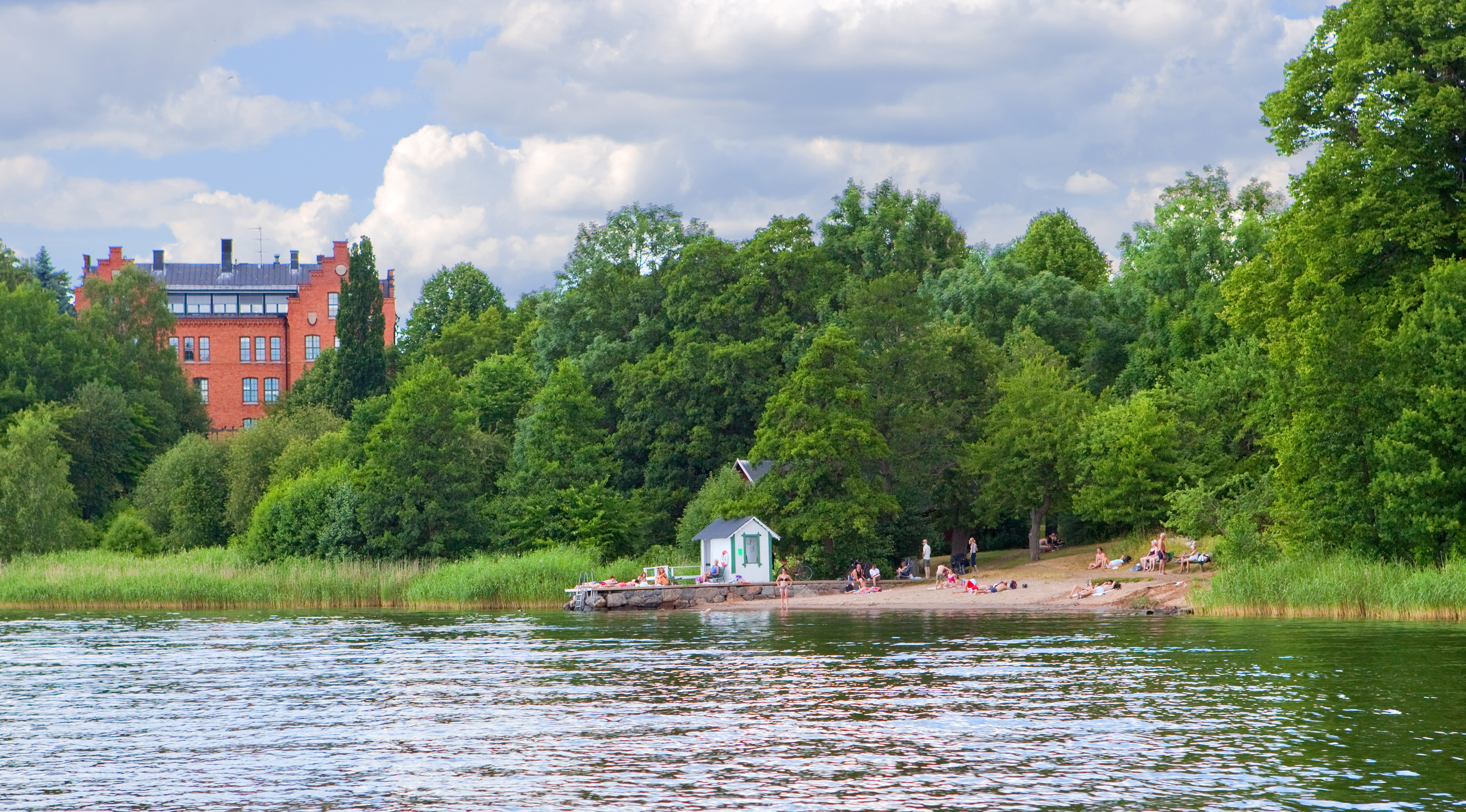
Ingenjörkasernen i Vaxholm (2010).
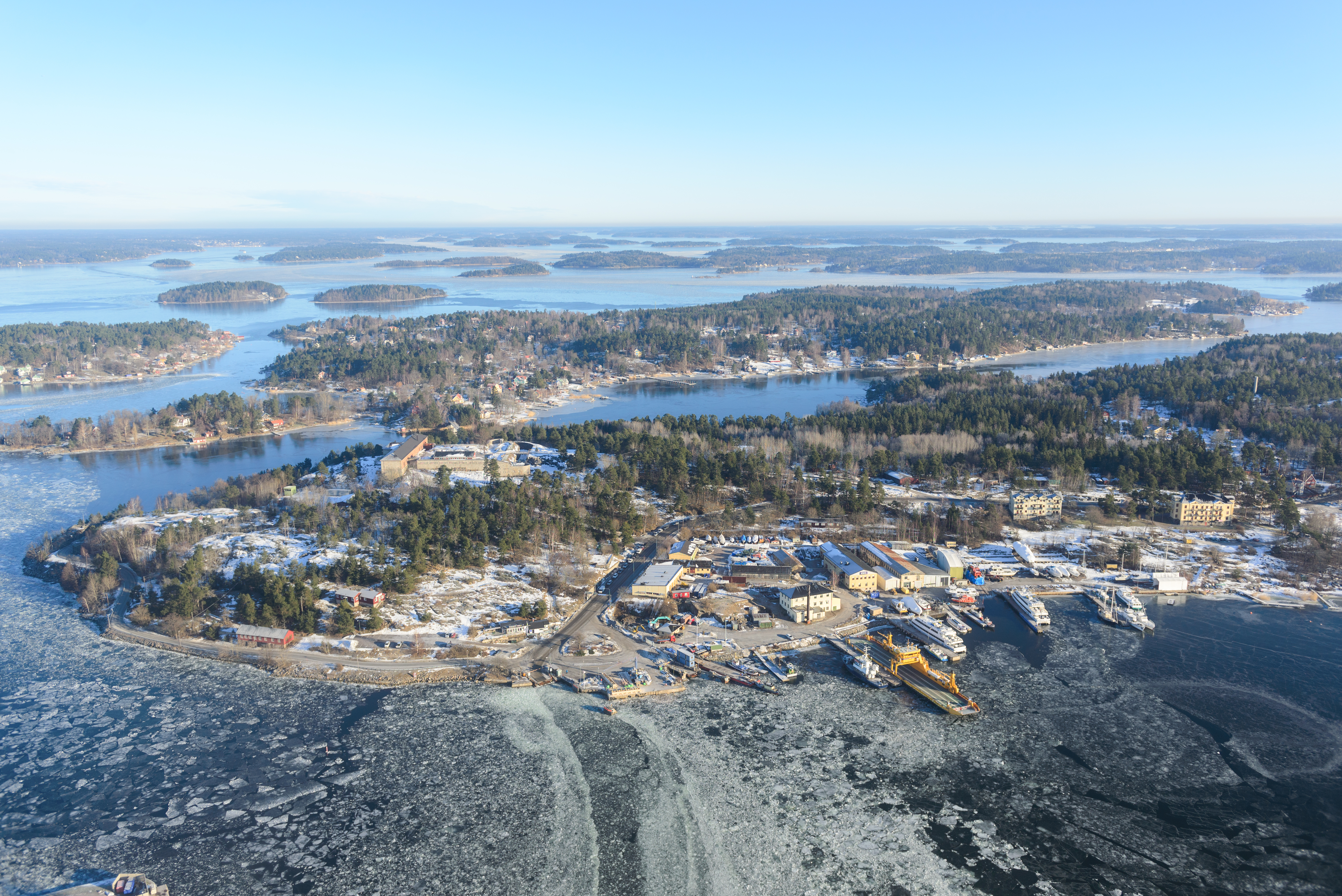
Saxarfjärdsbasen vid Rindö Västra.
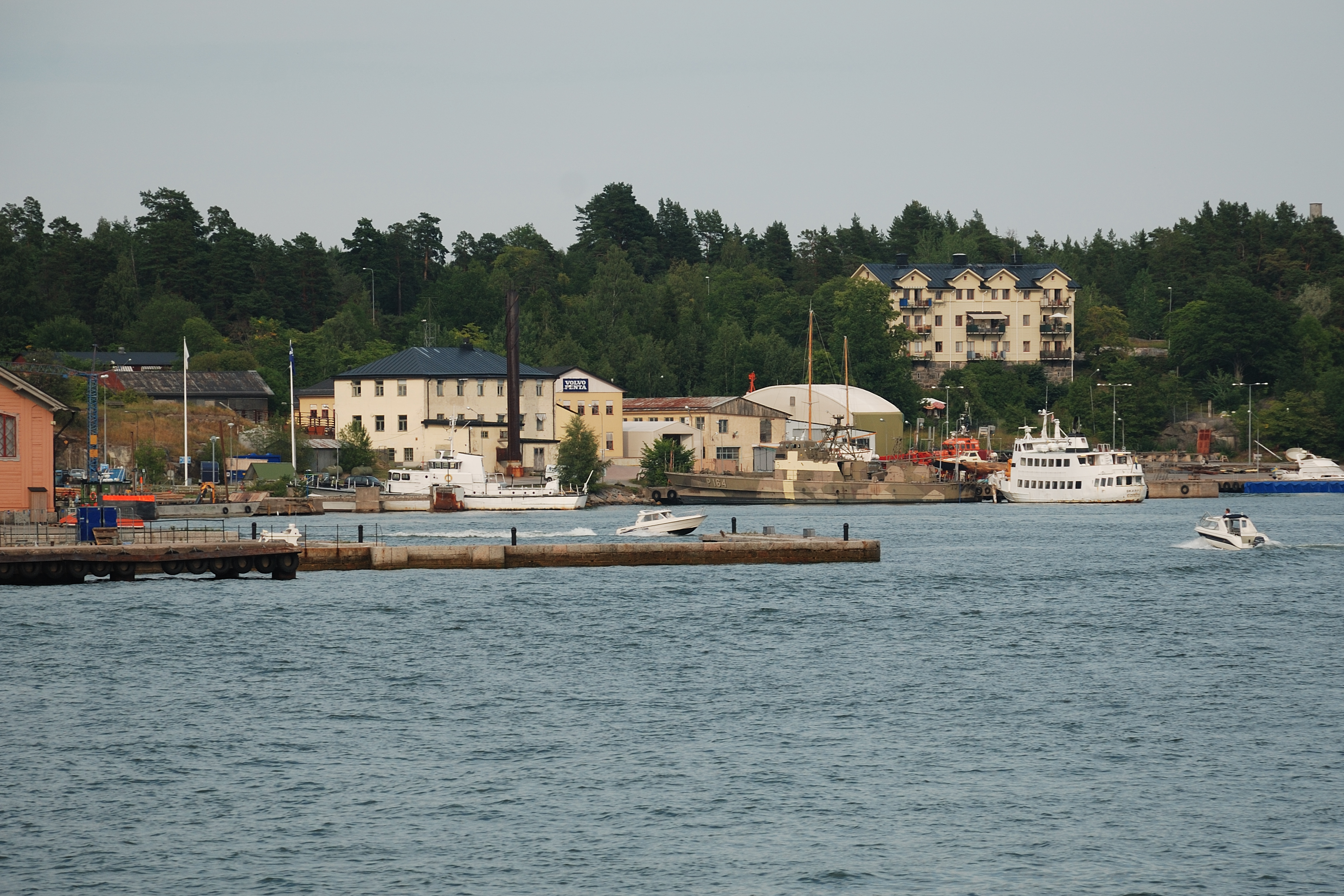
Saxarfjärdsbasen vid Rindö Västra.
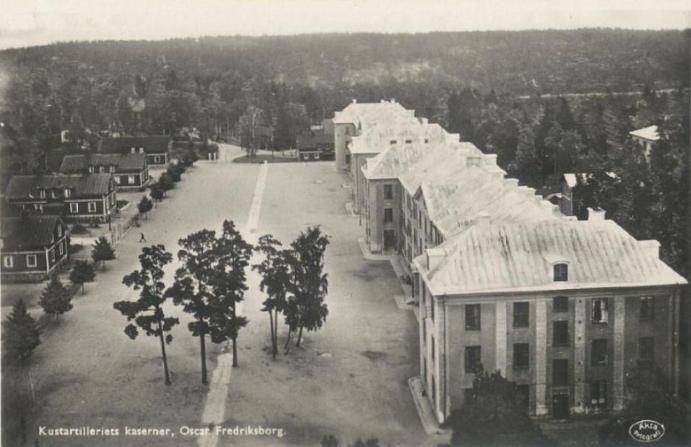
Byggnad 103 (kasernen i förgrunden) och 102 (kasernen i bakgrunden) vid Östra Oskar-Fredriksborgs kaserner.